# Cheilinus oxycephalus
Cheilinus oxycephalus is een  straalvinnige vissensoort uit de familie van lipvissen (Labridae). De wetenschappelijke naam van de soort is voor het eerst geldig gepubliceerd in 1853 door Pieter Bleeker. Ze komt voor in de Indische Archipel en wordt tot 125 mm lang.
De soort staat op de Rode Lijst van de IUCN als niet bedreigd, beoordelingsjaar 2008.